# ماسيمو دوناتي
ماسيمو دوناتي (بالإيطالية: Massimo Donati)‏ (مواليد 26 مارس 1981 في سيديليانو - إيطاليا) لاعب كرة قدم إيطالي سابق يلعب في مركز الوسط المدافع كما يجيد اللعب في مركز الوسط المحوري والأيمن.

## روابط خارجية
- ماسيمو دوناتي على موقع إي إس بي إن إف سي (الإنجليزية)
- ماسيمو دوناتي على موقع قاعدة بيانات كرة القدم.إي يو (الإنجليزية)
- ماسيمو دوناتي على موقع Soccerbase.com (لاعب) (الإنجليزية)
- ماسيمو دوناتي على موقع Soccerway.com (الإنجليزية)
- ماسيمو دوناتي على موقع عالم كرة القدم.نت (الإنجليزية)
- ماسيمو دوناتي على موقع كووورة
- ماسيمو دوناتي على موقع AS.com (الإسبانية)